# Lajatico
Lajatico – miejscowość i gmina we Włoszech, w regionie Toskania, w prowincji Piza.
Według danych na rok 2004 gminę zamieszkuje 1389 osób, 19,3 os./km².
W Lajatico urodził się Andrea Bocelli.